# Зелёный магазин
«Зелёный магазин» (с 1918 года до начала 1990-х — «Общество „Экономия“») — здание в центре Родников, на улице Советской (дом № 9) в стиле деревянный модерн. Магазин представляет собой уникальный образец для архитектуры Родников начала XX века.

## История
Магазин построен в начале 1900-х годов по заказу купца Красильщикова Николая Алексеевича, внука фабриканта Антона Красильщикова. После пожара своего первого магазина, купец выстроил «зеленый» магазин. Выбор товаров и продуктов был много богаче и изысканнее, чем в остальных купеческих лавках и магазинчиках села. Туда и ходила привилегированная часть родниковцев — в основном фабричная администрация. А рабочие там появлялись из праздного любопытства, так как продукты первой необходимости покупали или в своей «потребиловке», или на базаре на главной Красной площади села.
С 1918 года, когда произошла национализация торговых предприятий, магазин получил новое название «Общество „Экономия“». Два торговых предприятия Родников — «Общество потребителей» и «зелёный» магазин слились в одну кооперативную торговую организацию. И тогда магазин оставался в Родниках главной торговой точкой.
Сейчас в здании магазина по прежнему расположены магазины.

## Архитектура
Здание имеет прямоугольный план, основной объём здания деревянный, поставленный на кирпичный, разлаписто выступающий фундамент. На фоне пологой вальмовой кровли ярко, устанавливая симметрию и основной акцент постройки, выступает ризалит. Металлический зонт над входом поддерживается литыми кронштейнами в стиле модерн. Лучковый изгиб карниза ризалита венчается высокой крышей-епанчой с чешуйчатым покрытием и ажурной решёткой в завершении.
Крупные окна-витрины создают размеренный ритм фасаду. Окна сейчас почти всегда закрыты, так как не используются по изначальному предназначению. Зато видны тонкие, расширяющиеся книзу пилястры создают интересную игру с выделением вертикалей. Пилястры опираются на подоконную полку с фигурными фартуками. Тонкие наверху они переходят в изящные деревянные кронштейны в форме стилизованных валют и поддерживают широкую выносную плиту венчающего карниза. Такие же сдвоенные пилястры закрепляют фланги фасадов. В обшивке боковых фасадов имитированы крупные ниши с лучковыми завершениями.
За зданием осуществляется должный надзор и ремонт.

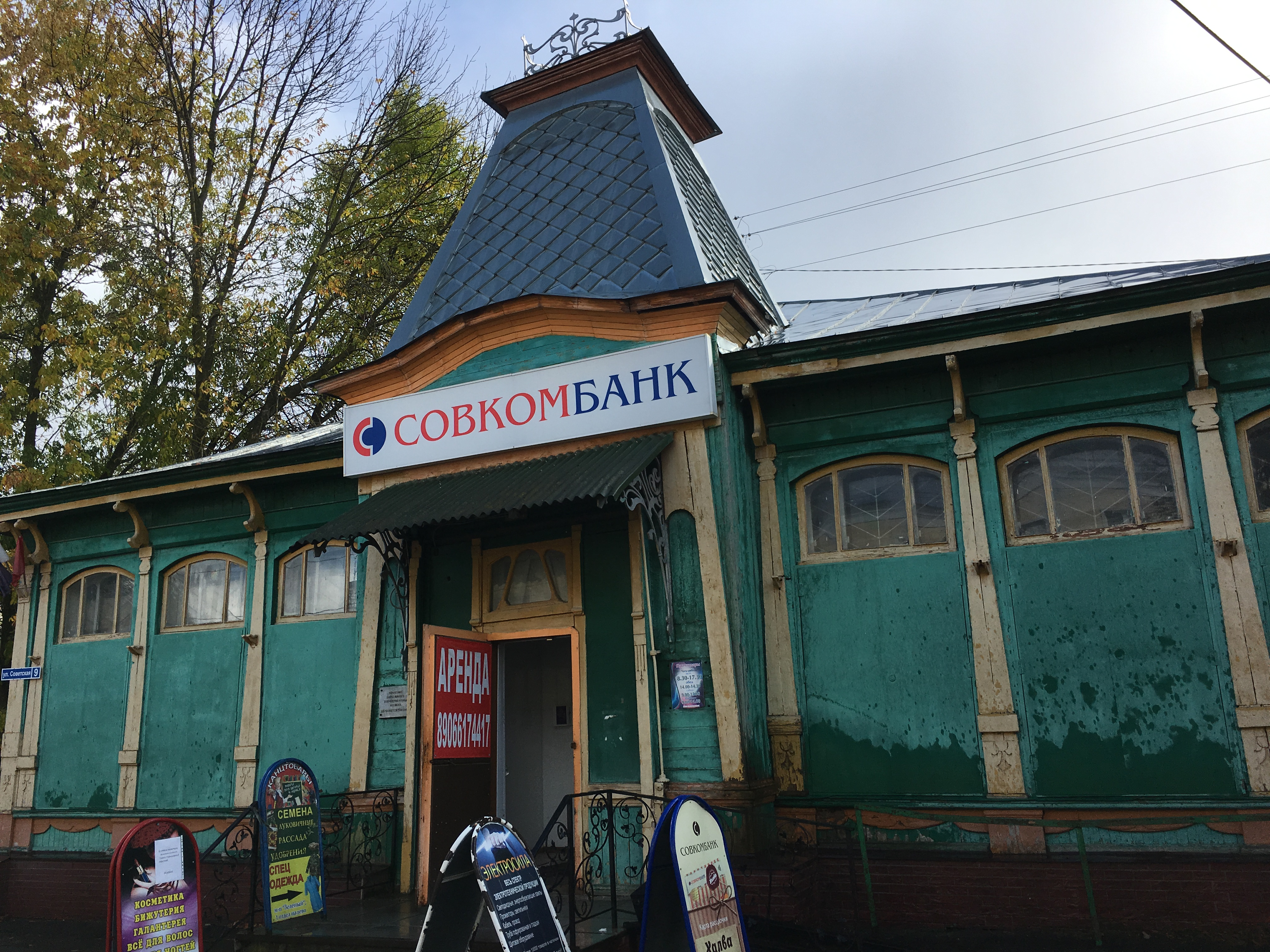
Фасад магазина в сентябре 2019 года
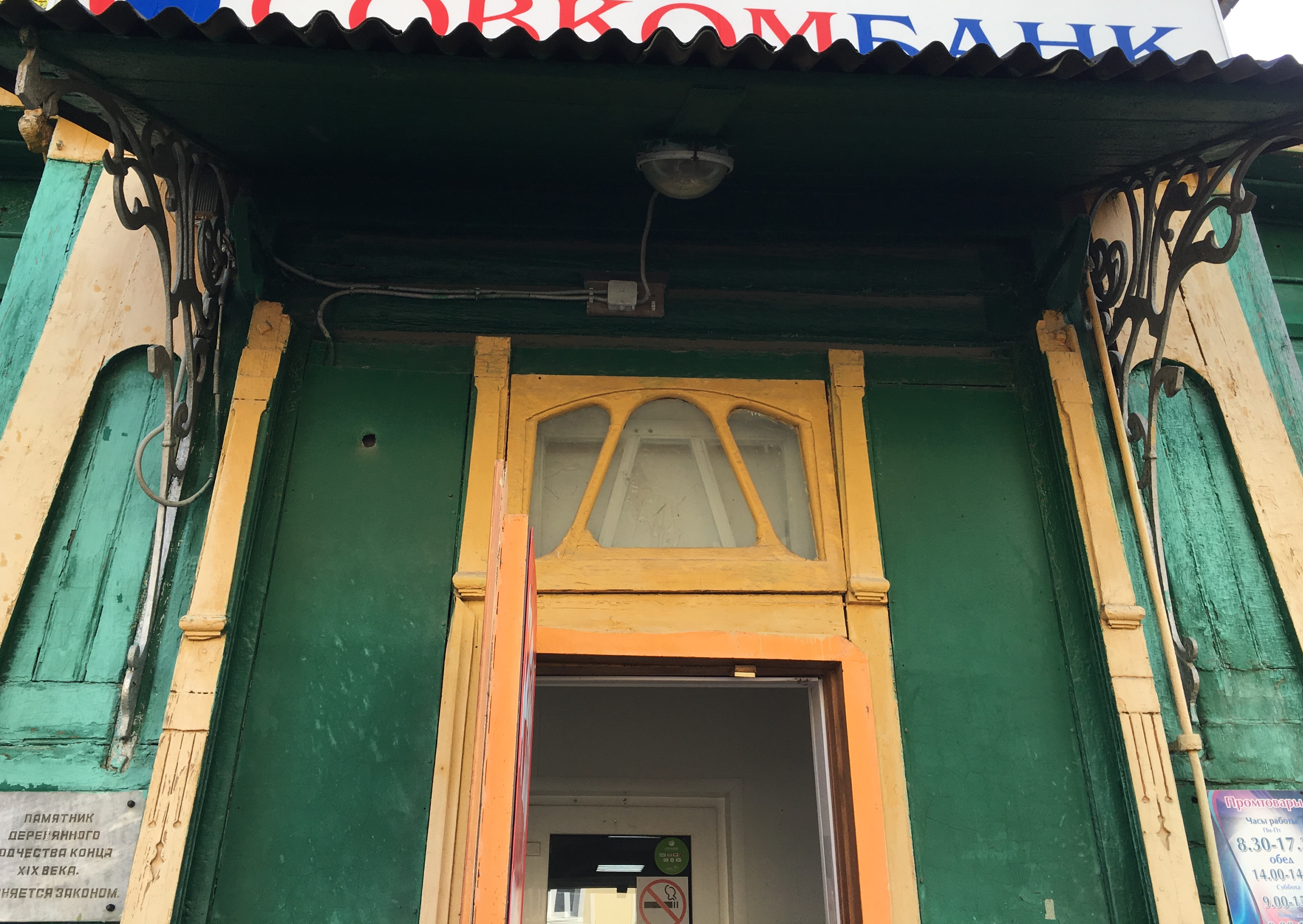
Кронштейны над входом
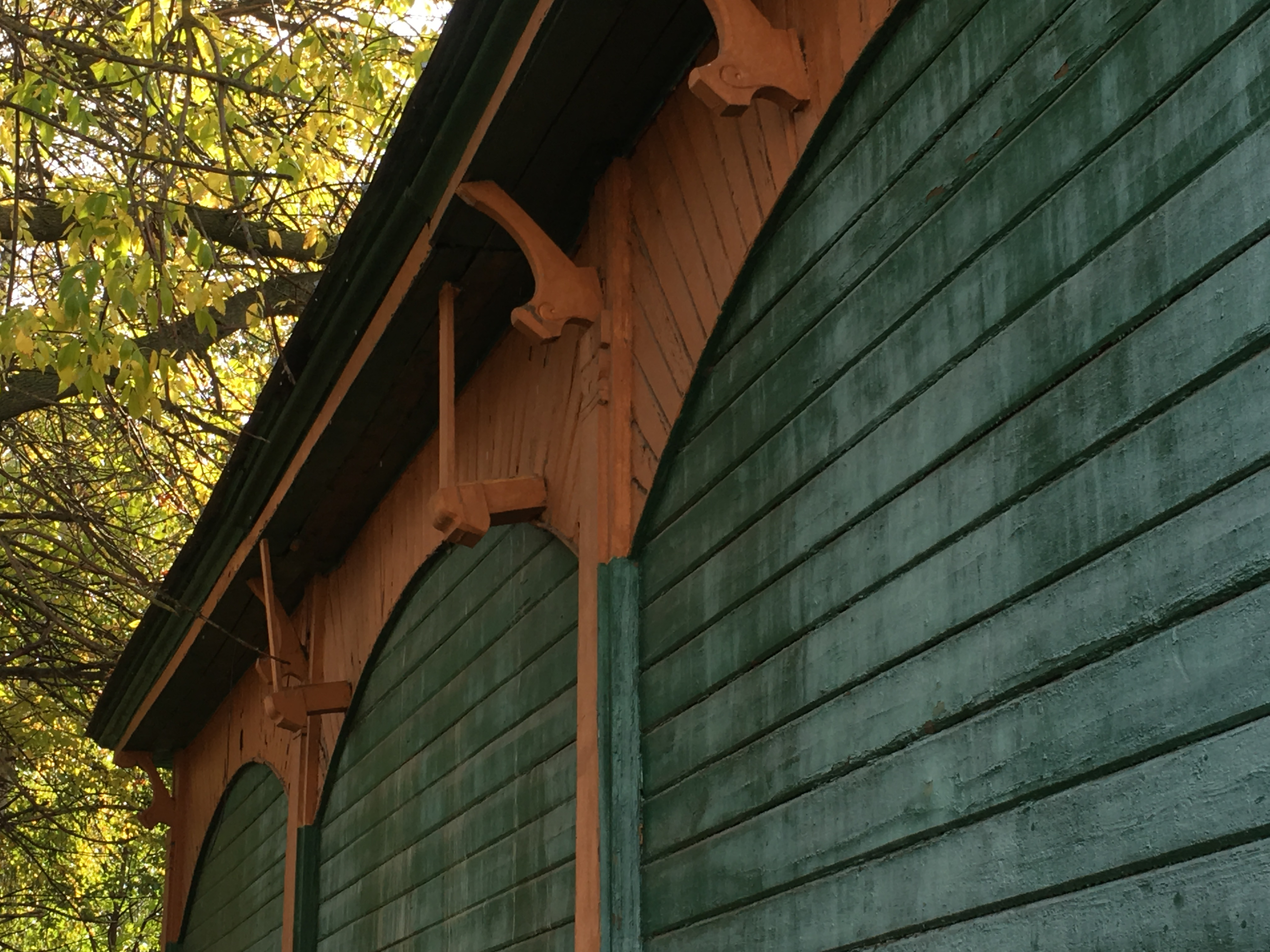
Кронштейны и пилястры с левого фланга фасада
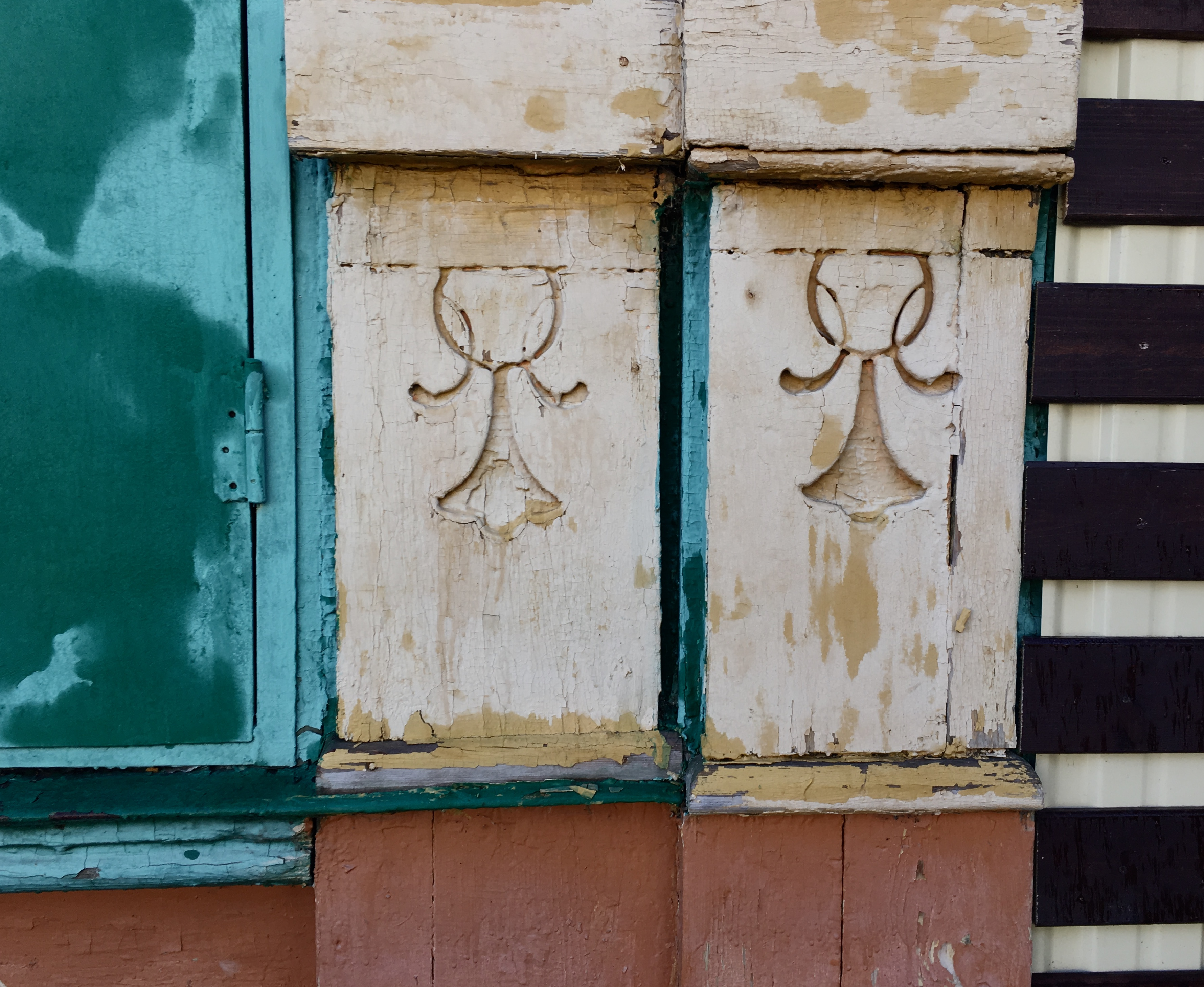
Резьба на пилястрах фасада